# Gerard Washnitzer
Gérard Washnitzer (1926 à New York – 2 avril 2017) est un mathématicien américain spécialisé en géométrie algébrique.

## Biographie
Washnitzer étudie à l'Université de Princeton sous Emil Artin et en 1950 obtient un doctorat (Un principe de Dirichlet pour les fonctions analytiques de plusieurs variables complexes) sous la direction de Salomon Bochner. En 1952, il est instructeur CLE Moore au Massachusetts Institute of Technology. Après cela, il est professeur associé à l'Université Johns-Hopkins, puis professeur à l'Université de Princeton. De 1960 à 1961 et de 1967 à 1968, il est à l'Institute for Advanced Study.
En 1968, avec Paul Monsky, il introduit la cohomologie de Monsky–Washnitzer qui est une théorie de cohomologie p-adique pour les variétés algébriques non singulières.
Il dirige la thèse de William Fulton.